# Adam Krzysztofiak
Adam Krzysztofiak (* 21. Januar 1951 in Zakopane; † 16. Januar 2008 ebenda) war ein polnischer Skispringer.

## Werdegang
Seinen ersten Erfolg feierte Krzysztofiak mit dem Gewinn der Bronzemedaille bei den Junioren-Europameisterschaften 1969. Daraufhin wechselte er in den A-Nationalkader. Bei der Nordischen Skiweltmeisterschaft 1970 in Vysoké Tatry sprang er von der Normalschanze auf den 41. Platz. Von der Großschanze trat er nicht an.
Im Dezember startete Krzysztofiak bei der Vierschanzentournee 1970/71. Nach einem eher mittelmäßigen 28. Platz auf der Schattenbergschanze in Oberstdorf setzte er das Springen in Garmisch-Partenkirchen aus. Auf der Bergiselschanze in Innsbruck sprang er überraschend auf einen guten 11. Platz. Auch in Bischofshofen zeigte er mit Platz 13 ein gutes Ergebnis. Am Ende erreichte er Rang 59 der Gesamtwertung. Bei der folgenden Vierschanzentournee 1971/72 konnte er keine besseren Einzelergebnisse erreichen. Jedoch startete er erstmals bei allen vier Springen und wurde so 46. in der Gesamtwertung.
Bei den Olympischen Winterspielen 1972 in Sapporo startete Krzysztofiak in beiden Einzelspringen. Dabei belegte er von der Normalschanze Rang 24 und von der Großschanze Rang 29. Im Winter 1972/73 startete er nicht bei der Vierschanzentournee. Erst im Jahr darauf gehörte er wieder zum Kader für die Vierschanzentournee 1973/74. Dabei gelangen ihm erneut gute Einzelplatzierungen, so dass er in der Gesamtwertung einen ebenso guten 31. Platz erreichte.
Nachdem er erfolglos bei der Nordischen Skiweltmeisterschaft 1974 in Falun gestartet war, ging er im Winter 1974/75 erneut bei der Vierschanzentournee an den Start. Nachdem er jedoch nur in Oberstdorf und Garmisch-Partenkirchen gestartet war und dabei in Oberstdorf Platz 13 erreicht hatte, belegte er in der Gesamtwertung Rang 80. Bei der folgenden Vierschanzentournee 1975/76 startete Krzystofiak wieder bei allen vier Springen und erreichte mit Rang 26 sein bestes Gesamtergebnis.
Sein letztes großes Turnier bestritt er mit dem Start bei den Olympischen Winterspielen 1976 in Innsbruck. Im Springen von der Normalschanze lag er am Ende punktgleich mit dem Italiener Marcello Bazzana und dem Jugoslawen Bogdan Norčič auf dem 38. Platz.
Der gelernte Maurer Krzysztofiak beendete 1980 seine aktive Karriere. Danach arbeitete er als Skisprungtrainer, unter anderem für Robert Mateja. Er starb 2008 nach einer schweren Lungenerkrankung.

## Erfolge

### Vierschanzentournee-Platzierungen
| Saison  | Platz | Punkte |
| ------- | ----- | ------ |
| 1970/71 | 59.   | 645.2  |
| 1971/72 | 46.   | 787.1  |
| 1973/74 | 31.   | 802.3  |
| 1974/75 | 80.   | 381.4  |
| 1975/76 | 26.   | 758.6  |